# تلمبة شهابي (نغار بردسير)
تلمبة شهابي (بالإنجليزية: Tolombeh-ye Shahabi)‏ هي مستوطنة تقع في إيران في كرمان.